# جباری اسمیت
جباری اسمیت (انگلیسی: Jabari Smith؛ زادهٔ ۱۲ آوریل ۱۹۷۷) بازیکن بسکتبال اهل ایالات متحده آمریکا است.
از باشگاه‌هایی که در آن بازی کرده‌است می‌توان به بروکلین نتس، باشگاه بسکتبال پردیس متحد قزوین، فیلادلفیا سونتی‌سیکسرز، و ساکرامنتو کینگز اشاره کرد.